# هیل اسپرینگ
هیل اسپرینگ (به انگلیسی: Hill Spring) یک منطقهٔ مسکونی در کانادا است که در کاردزستون واقع شده‌است. هیل اسپرینگ ۱۶۲ نفر جمعیت دارد و ۱٬۱۷۵ متر بالاتر از سطح دریا واقع شده‌است.